# Henridorff
Henridorff – miejscowość i gmina we Francji, w regionie Grand Est, w departamencie Mozela.
Według danych na rok 1990 gminę zamieszkiwały 493 osoby, a gęstość zaludnienia wynosiła 67 osób/km² (wśród 2335 gmin Lotaryngii Henridorff plasuje się na 597. miejscu pod względem liczby ludności, natomiast pod względem powierzchni na miejscu 802.).